# Dom Casmurro
Dom Casmurro est un roman de l’écrivain brésilien Machado de Assis. Paru directement en volume en 1900, le roman est considéré par la critique littéraire comme le troisième volet de la dénommée Trilogie réaliste de l’auteur (à côté des Mémoires posthumes de Brás Cubas de 1881 et de Le Philosophe ou le chien : Quincas Borba de 1891, tous deux d’abord publiés en feuilleton), encore que Machado de Assis lui-même n’ait jamais évoqué l’existence d’un tel ensemble.
Le personnage principal et narrateur est Bento Santiago, licencié en droit dans la cinquantaine, qui raconte l’histoire à la première personne et tente par ce moyen de « relier les deux bouts de sa vie », c’est-à-dire d’une part l’époque de ses premiers souvenirs d’enfance, et d’autre part les jours où il rédige le livre ; entre les deux se situent ses réminiscences de jeunesse, son séjour au séminaire, et son mariage avec Capitu, qu’est venue empoisonner la jalousie maladive du narrateur, nœud central de la trame. Situé à Rio de Janeiro sous le Second Empire du Brésil, le roman débute par un épisode récent, où le narrateur se voit attribuer le sobriquet de Dom Casmurro (« Messire Renfrogné »), d’où le titre du livre.
Dom Casmurro est un roman réaliste centré sur l’analyse (ou le dévoilement) psychologique et critiquant ironiquement la société — en l’occurrence, l’élite sociale de la capitale Rio de Janeiro —, à partir du comportement de plusieurs personnages déterminés. Certains analystes cependant préfèrent considérer ces trois livres comme appartenant au réalisme psychologique, compte tenu de l’intention de l’auteur de représenter le monde intérieur et la pensée du personnage, et de la quasi-absence d’action romanesque, absence conjuguée à une grande densité psychologique et philosophique. Dom Casmurro s’écarte de l’orthodoxie réaliste en ceci notamment qu’il privilégie le temps psychologique (au lieu du temps linéaire) ; donne la parole à un narrateur apparemment peu fiable, non omniscient et s’exprimant à la 1re personne ; a recours à des outils littéraires tels que l’ironie, la composition fragmentaire et l’intertextualité, cette dernière consistant en de multiples références à Schopenhauer, Pascal, Dante, Goethe, etc., mais surtout à Othello de Shakespeare ; présente une propension à l’ellipse et aux propos allusifs ; adopte une posture métalinguistique (de qui écrit et se regarde en train d’écrire) ; parsème de passages intercalés le cours de la narration; et laisse le champ à des interprétations multiples et divergentes — autant d’éléments « anti-littéraires », qui deviendront monnaie courante avec l’avènement du modernisme plusieurs décennies plus tard. Dom Casmurro peut aussi être vu comme un roman policier, où il incomberait au lecteur d’examiner les détails des actions relatées afin d’arriver à une conclusion à propos de la véracité de l’adultère tel que postulé par le narrateur, à la vision duquel il s’agit de ne pas forcément attacher foi, compte tenu des incohérences, des passages obscurs, et des insistances déconcertantes. La « question centrale » de la culpabilité de Capitu ne cessera de préoccuper les lecteurs, qui y répondront affirmativement au moins jusque dans les années 1960, quand des analystes féministes pointeront le peu de créance que l’on doit donner aux paroles du narrateur. Du reste, c’est toute la finesse de Machado que de multiplier, dans le récit, les faits qui peuvent s’interpréter de manière contradictoire, ou que viennent contrebalancer ou contredire d’autres faits ailleurs dans le roman — ce qui donnera lieu à la conception moderne de Dom Casmurro comme « œuvre ouverte », où la « question centrale » est somme toute hors sujet.
Outre l’interprétation psychologique, psychanalytique, voire psychiatrique (maturation affective tardive du narrateur, idée fixe, névrose, complexe d’infériorité, homosexualité refoulée, etc.) dans la critique littéraire des années 1930 et 1940, s’est fait jour également une lecture sociologique, plus particulièrement dans la décennie 1980 : les jalousies de Bento, enfant riche, issu d’une famille en déclin, figure typique du Second Empire, cacheraient une problématique sociale plus ample et viseraient le personnage de Capitu en tant qu’elle est une intruse, une menace au statu quo social, un intolérable trait d’union avec la classe sociale inférieure, représentant ainsi également, implicitement, l’émergence potentielle d’un nouvel ordre politique susceptible de menacer le pouvoir établi, pouvoir établi que le narrateur s’efforce de « restaurer » (selon les termes du poète Hélder Macedo) en détruisant par son récit la figure de Capitu.
Faisant suite aux Mémoires posthumes de Brás Cubas « dix-huitiémistes », et à Le Philosophe ou le chien : Quincas Borba « dix-neuviémiste », Dom Casmurro, paru au seuil du XXe siècle, apparaît comme l’une des œuvres les plus modernes du nouveau siècle, en particulier en raison de l’incorporation du lecteur dans la structure de l’œuvre, du traitement thématique du temps, de sa symbolique très élaborée, et du caractère problématique d’une réalité en fait impossible à connaître, à cause du dédoublement narrateur-personnage, où le narrateur non seulement raconte sa propre histoire comme personnage, mais encore celle de lui-même en tant que narrateur, de supposé auteur du livre. Le roman se distingue de ses deux prédécesseurs par une structure plus serrée, une plus grande cohérence thématique, des contours psychologiques et des interactions entre les personnages plus nets, et l’élimination de tout superflu.
Au long des ans, Dom Casmurro, par sa thématique de la jalousie, l’ambiguïté de Capitu, la peinture morale de l’époque, et le caractère du narrateur, a fait l’objet non seulement de nombreuses études, mais aussi d’adaptations pour le théâtre, le cinéma ou d’autres moyens d’expression, et d’une profusion d’interprétations diverses. Considéré comme un précurseur du modernisme et des conceptions freudiennes, le roman eut une influence sur des écrivains comme John Barth, Graciliano Ramos et Dalton Trevisan, et est tenu par quelques-uns comme le chef-d’œuvre de Machado de Assis, en concurrence avec les Mémoires posthumes de Brás Cubas. Dom Casmurro, traduit en plusieurs langues, reste une des œuvres les plus illustres et les plus fondamentales de toute la littérature brésilienne.

## Intrigue
Le personnage principal et narrateur de ce récit à la première personne est Bento de Albuquerque Santiago, avocat carioca âgé de 54 ans, solitaire et fortuné, qui, après avoir reproduit à l’identique dans le quartier d’Engenho Novo la maison où il avait grandi « dans l’ancienne rue de Matacavalos » (actuelle rue du Riachuelo), cherche à « relier les deux bouts de sa vie et sauvegarder son adolescence pendant sa vieillesse », c’est-à-dire raconter à l’âge mûr ses expériences de garçon et de jeune homme. Dans le premier chapitre, le narrateur justifie le titre, choisi en ironique hommage à un « poète du train » qui un jour était venu l’importuner dans son compartiment ferroviaire en déclamant quelques-uns de ses vers et qui l’appela ensuite Dom Casmurro, car le narrateur aurait « fermé les yeux trois ou quatre fois » pendant la récitation. Ses voisins, qui n’appréciaient pas ses « habitudes recluses et silencieuses », mais aussi ses propres amis, adopteront bientôt le sobriquet. Il écrit son livre sous l’égide de quatre empereurs de l’Antiquité connus pour avoir assassiné leur épouse adultère, César, Auguste, Néron et Massinissa, et dont les médaillons ornent les murs de sa salle de séjour.
Dans les chapitres suivants, Bento Santiago commence à noter ses souvenirs : les expériences vécues par lui après que sa mère, la veuve Dona Glória, l’a envoyé au séminaire, afin d’accomplir une promesse autrefois faite par elle, dans le cas où elle concevrait un enfant après son premier, mort-né ; cette promesse est opportunément rappelée par le logé et ami de la maison José Dias, qui rapporte à l’oncle Cosme et à Dona Glória l’amourette de Bento avec Capitu (diminutif affectueux de Capitolina), petite voisine pauvre pour laquelle l’adolescent Bento Santiago s’était pris de passion. Au séminaire, Bento fait la connaissance de son futur meilleur ami, Ezequiel de Sousa Escobar, fils d’un avocat de Curitiba. Après que sa mère s’est affranchie de sa promesse par une astuce jésuitique, Bento quitte finalement le séminaire et s’en va étudier le droit à São Paulo, pendant qu’Escobar se fait négociant, réussit dans ses affaires et épouse Sancha, amie de Capitu. En 1865, Capitu et Bento se marient à leur tour ; Sancha et Ézéchiel Escobar ont une petite fille, à laquelle ils donnent le nom de Capitolina, tandis que le protagoniste et son épouse conçoivent un fils qu’ils nomment Ezequiel. Escobar, quoiqu’excellent nageur, périt noyé en mer par imprudence en 1871, et lors des obsèques, le narrateur remarque que Sancha aussi bien que Capitu regardent fixement le défunt, et « il y eut un moment où les yeux de Capitu s’attachaient sur le défunt, de la même façon que ceux de la veuve, [...], comme la vague de la mer là-dehors, comme si elle aussi voulait emporter le nageur de ce matin-là ».
Par la suite, le narrateur commence à soupçonner que son meilleur ami et Capitu le trahissent en secret, et se met également à douter de sa propre paternité. Il indique dans les dernières lignes de son livre : « [...] le destin voulut qu’ils finissent par se joindre et par me tromper… ». Le récit s’achève sur l’invite désinvolte au lecteur « Passons à l’Histoire des faubourgs », titre de l’ouvrage qu’au début du roman il se proposait d’écrire avant qu’il ne lui vienne l’idée de rédiger Dom Casmurro. L’action du roman se déroule approximativement entre 1857 et 1875, et la narration permet d’identifier, concurremment au temps psychologique, quelques subdivisions : l’enfance de Bento dans la rue de Matacavalos ; la maison de Dona Glória et la famille des voisins, les Pádua (avec la parentèle et les gens de connaissance respectifs) ; la liaison avec Capitu ; le séjour au séminaire ; la vie conjugale ; le processus de condensation de la jalousie ; les accès psychotiques de la jalousie, l’agressivité ; la rupture.

## Caractéristiques

### Genre littéraire
À partir de Mémoires posthumes de Brás Cubas (1881), Machado de Assis écrivit des livres dont la thématique et le style d’écriture les différenciaient assez nettement de ses romans antérieurs, encore redevables au romantisme, tels que Ressurreição et A Mão e a Luva. Ces nouveaux romans — qui sont, outre les Mémoires posthumes, Quincas Borba (1891) et Dom Casmurro, Ésaü et Jacob, et Memorial de Ayres — ont été généralement classés comme réalistes, eu égard à leur attitude critique, à leur souci d’objectivité et à leur contemporanéité. Certains analystes cependant préfèrent considérer ces livres comme appartenant au réalisme psychologique, compte tenu de l’intention de l’auteur de représenter le monde intérieur et la pensée du personnage, et de la quasi-absence d’action romanesque, absence conjuguée à une grande densité psychologique et philosophique, encore que quelques résidus de romantisme y restent décelables. Si Ian Watt a postulé que le réalisme prenait pour objet les expériences empiriques des hommes, en l’espèce cependant la recréation du passé à travers les souvenirs du narrateur Bento, ses touches successives de réminiscence, font pencher le roman vers la littérature impressionniste.
Pour l’essayiste britannique John Gledson, Dom Casmurro « n’est pas un roman réaliste dans le sens où il nous présente ouvertement les faits, sous une forme facilement assimilable. Certes, il nous les présente, mais, pour les découvrir, nous devons lire au rebours de la narration et les relier entre eux nous-mêmes. C’est dans la mesure où nous procédons de la sorte que nous en découvrirons davantage, non seulement à propos des personnages et des événements décrits dans l’histoire, mais aussi sur le protagoniste, Bento, le narrateur lui-même ». En d’autres termes, Dom Casmurro est un roman réaliste centré sur l’analyse (ou le dévoilement) psychologique et critiquant ironiquement la société — en l’occurrence, l’élite sociale de la capitale Rio de Janeiro —, à partir du comportement de plusieurs personnages déterminés. Les critiques ont aussi noté dans Dom Casmurro certains éléments qui l’apparentent à la littérature moderniste brésilienne, à telle enseigne que certains, comme Roberto Schwarz, se sont enhardis à qualifier Dom Casmurro de « premier roman moderniste brésilien ». Cette caractérisation se justifie fondamentalement par la présence de chapitres courts, par sa structure fragmentaire non-linéaire, par sa propension à l’ellipse et aux propos allusifs, par sa posture métalinguistique (de qui écrit et se regarde en train d’écrire), par les passages intercalés dans le cours de la narration, et par la possibilité de lectures et interprétations multiples — autant d’éléments « anti-littéraires », qui ne deviendront monnaie courante qu’avec l’avènement du modernismo plusieurs décennies plus tard.
D’autres encore le regardent comme un roman policier, où il incomberait au lecteur d’examiner les détails des actions relatées afin d’arriver à une conclusion à propos de la véracité de l’adultère, et ce sans forcément attacher foi à la vision du narrateur, attendu qu’« il y a d’emblée des incohérences, des passages obscurs, des insistances déconcertantes, qui constituent une énigme ». Parmi les pistes à exploiter à cet effet figurent notamment : la métaphore des « yeux de ressac » et des « yeux de tsigane oblique et dissimulée » ; le parallèle avec le drame shakespearien d’Othello et de Desdémone ; le rapprochement avec l’opéra proposé par le ténor Marcolini (le duo, le trio et le quatuor) ; les « ressemblances frappantes » ; les relations avec l’ami Escobar dans le séminaire ; la lucidité de Capitu par opposition à la confusion de Bento ; l’imagination délirante et perverse de l’ancien séminariste ; et le précepte biblique tiré de l’Ecclésiaste à la fin du roman.

### Thématique
Le thème central de Dom Casmurro est la jalousie et la tragédie conjugale de Bento, comme l'attestent l’allusion aux empereurs César, Auguste, Néron et Massinissa, qui assassinèrent chacun leur épouse soupçonnée d’adultère, et l’évocation du drame shakespearien du Maure Othello, qui tue sa femme pour le même motif. Le narrateur éprouve sa première bouffée de jalousie au chapitre LXII, lorsqu’après avoir posé à José Dias, ami et logé de la maison de sa mère, venu le visiter au séminaire, la question « Comment va Capitu ? », il s’entend répondre : « Elle était joyeuse, comme toujours ; c’est une étourdie. Aussi longtemps qu’elle n’aura pas mis la main sur un des gandins du voisinage qui voudra se marier avec elle… ». Pour Bento, la réponse fut un choc, puisqu’il écrit : « Ma mémoire entend encore aujourd’hui les battements de mon cœur à cet instant ». Selon Roberto Schwarz, dans Dom Casmurro « le ressort le plus dramatique réside dans la jalousie, laquelle n’avait été qu’une parmi plusieurs démesures produites par l’imagination de l’enfant, et qui à présent, associée à l’autorité du propriétaire et du mari, se mue en une force dévastatrice ». Il y a cependant ici une innovation dans le thème de la jalousie par rapport aux œuvres littéraires antérieures : dans Dom Casmurro, la jalousie est représentée sous le seul angle de vue d’un mari qui se croit trahi, sans guère laisser de place à la version des autres personnages.

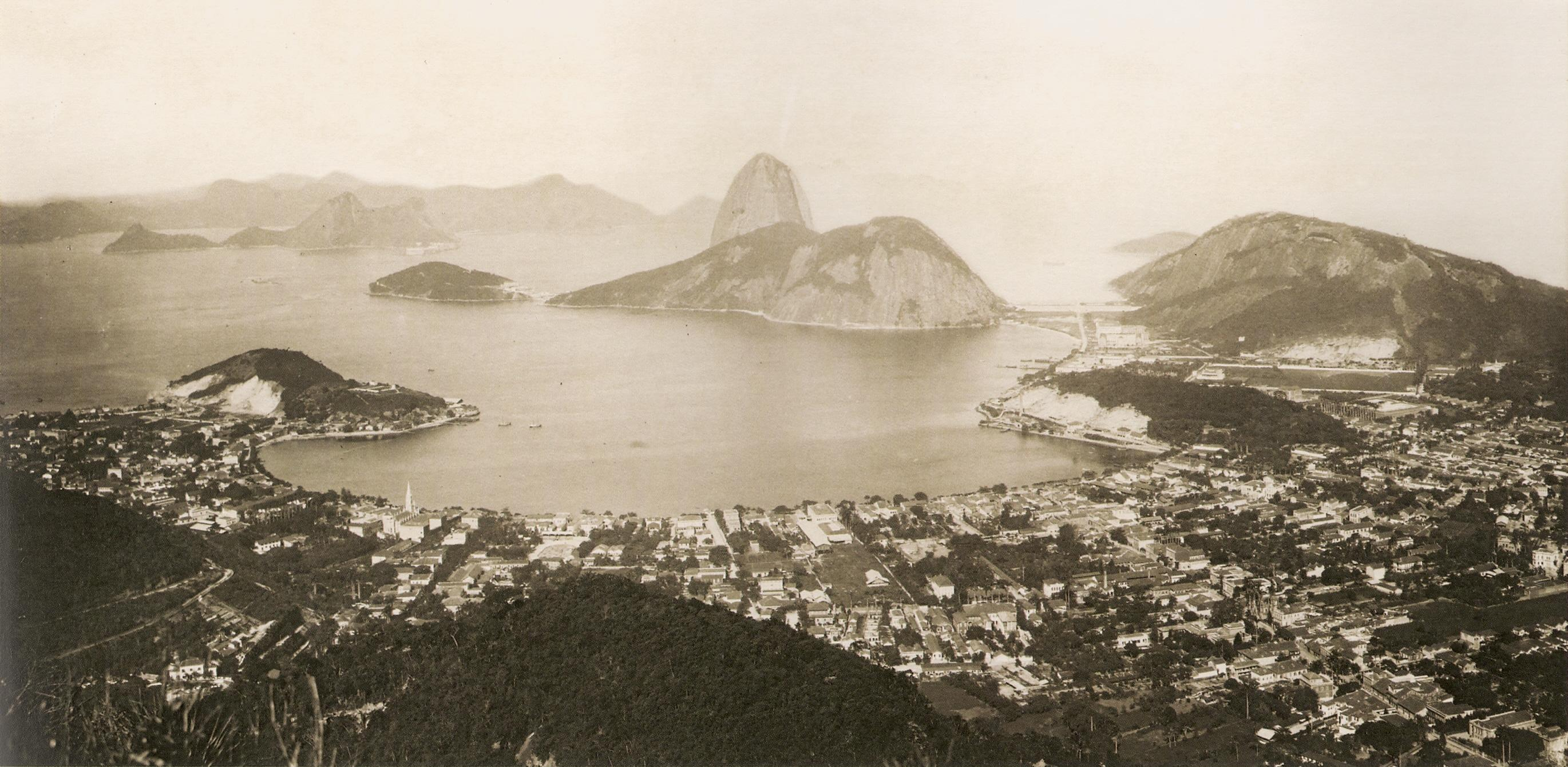
Rio de Janeiro, alors capitale du Brésil, en 1889.

Un autre thème assez explicite du livre est l’évocation de la Rio de Janeiro sous le Second Empire brésilien, et du foyer d’un homme de l’élite. Dès sa date de publication, l’œuvre fut considérée comme un roman entreprenant « l’exploration psychologique la plus intense sur le caractère de la société de Rio de Janeiro ». Bento est propriétaire, a fait des études universitaires et est devenu avocat, et est issu d’une classe différente de celle de Capitu qui, bien qu’intelligente, vient d’une famille plus pauvre. Le narrateur parsème son livre de citations en français et anglais, habitude répandue chez les élites brésiliennes du XIXe siècle. Le contraste entre les deux personnages a donné lieu à des interprétations selon lesquelles Bento détruirait la figure de sa femme au motif que lui est issu de l’élite et elle d’une famille pauvre (cf. ci-dessous). Dans Dom Casmurro, l’homme, produit de sa propre duplicité, serait incohérent avec lui-même, tandis que la femme serait dissimulée et portée à subjuguer ; c’est donc, par là, un livre qui donne à voir la politique, l’idéologie, la psychologie et la religion du Second Empire.

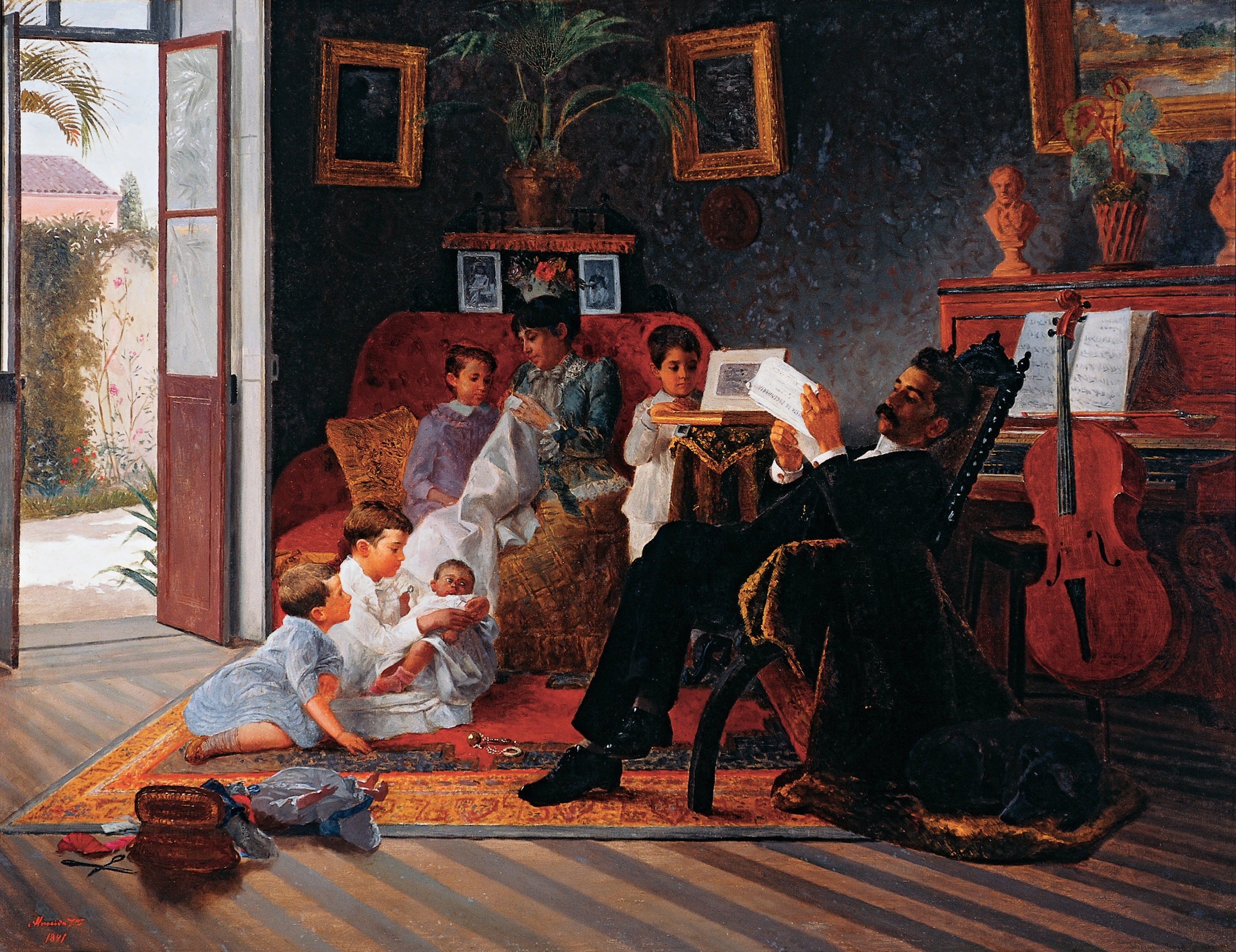
Scène typique carioca du temps de Dom Casmurro (Scène de famille d’Adolpho Augusto Pinto, par Almeida Júnior 1891)

Selon l’essayiste Eduardo de Assis Duarte, « l’univers de l’élite blanche et seigneuriale est le décor où le narrateur-personnage distille sa rancœur et sa méfiance autour du supposé adultère ». Schwarz argue que le roman met en scène les relations sociales et le comportement de l’élite brésilienne de l’époque : d’un côté, progressiste et libérale, de l’autre, patriarcale et autoritaire. Un autre aspect mis en lumière par la critique est la quasi-incapacité de Dom Casmurro à communiquer avec Capitu, d’où notamment le fait que seuls les gestes et les regards — et non les paroles — de la jeune femme lui suggèrent le possible adultère. Bento est un homme taciturne et replié sur lui-même ; un jour, l’un de ses amis lui envoie une lettre au contenu suivant : « Je m’en vais à Petrópolis, Dom Casmurro ; la maison est la même qu’à Renânia ; tâche de quitter cette caverne d’Engenho Novo, et va passer là-bas quinze jours avec moi ». Cet isolement, motif pour lui de « nouer ensemble les deux bouts de sa vie », est aussi l’un des thèmes du roman. Le critique Barreto Filho, par exemple, note que c’est « l’esprit tragique qui façonne l’œuvre entière de Machado, guidant les destins vers la folie, l’absurde et, dans le meilleur des cas, vers la vieillesse solitaire ».
L’une des interrogations centrales de chaque œuvre machadienne, présente également dans ce livre, est de savoir « dans quelle mesure [est-ce que] j’existe seulement à travers les autres ? », attendu que Bento Santiago se mue en Dom Casmurro sous l’influence des événements et des actions des personnes qui lui sont proches. Eugênio Gomes observe que le thème de la ressemblance physique d’un enfant comme résultat de l’« imprégnation » de la mère par les traits d’un homme aimé, sans que celui-ci ait engendré cet enfant (comme il advient chez Capitu, son fils Ézéchiel et le présumé père Escobar), était un thème en vogue à l’époque de Dom Casmurro. Antonio Candido aussi écrit qu’un des principaux thèmes de Dom Casmurro est le fait de tenir pour réel un fait imaginé, élément présent également dans les nouvelles de l’auteur. Ainsi le narrateur relaterait-il les faits au travers d’une démence déterminée qui lui ferait prendre pour la réalité ses propres fantasmes, sous la forme d’exagérations et de mystifications.
Tous sont d’accord pour considérer que le dessein de Machado de Assis était de mettre en scène un conflit de caractères. En ce sens, ses premiers romans, Ressurreição (de 1872) et A mão e a luva (de 1874), peuvent être vus comme des avant-projets de Dom Casmurro, ce qui plaide pour l’idée d’une certaine homogénéité de l’œuvre machadienne, souvent trop strictement subdivisée en deux phases distinctes et opposées. Dans la préface à Ressurreição, l’auteur indique : « Je n’ai pas voulu écrire un roman de mœurs ; j’ai tenté d’esquisser une situation et le contraste entre deux caractères ».

### Style
Avec Dom Casmurro, Machado de Assis continua à écrire dans le même style que celui développé à partir de Mémoires posthumes de Brás Cubas, style caractérisé par un langage hautement cultivé, émaillé de nombreuses références, mais informel, sur un ton de conversation avec le lecteur, sur un mode presque proto-moderniste, imprégné d’intertextualité, de métalangage et d’ironie. Le roman est considéré comme le dernier de sa Trilogie réaliste. Cependant, on y trouve quelques vestiges renvoyant au romantisme (ou au « conventionnalisme », comme préfère le nommer la critique moderne), l’insistance notamment sur le regard ambigu « de tzigane oblique et dissimulée » de Capitu, qui est un trait romantique. Comme la plupart des personnages féminins de Machado de Assis, Capitu est « capable de mener l’action, non au point cependant de pouvoir se soustraire à la préséance de l’intrigue romanesque ».

#### Trilogie réaliste?
Avec ce roman, venant après Mémoires posthumes de Brás Cubas et Le Philosophe ou le chien : Quincas Borba, Machado de Assis aurait, selon certains critiques, composé une trilogie, plus précisément une trilogie de la jalousie, de l’adultère, ou de la folie. Du vivant de Machado, certains avaient suggéré à l’auteur de faire suivre Quincas Borba par un 3e roman — de la même manière que Quincas Borba avait résulté de Brás Cubas —, 3e roman qui devrait être entièrement consacré au personnage de Sofia. Si dans l’avant-propos à la 3e édition de Quincas Borba, l’auteur déclara n’y être pas enclin, c’est cependant bien cela qu’il fera, car Capitu n’est autre finalement que l’incarnation des potentialités fictionnelles de Sofia, qui n’avaient pas pu être exploitées dans Quincas Borba. Mais les nouvelles de l’Aliéniste, ainsi que l’œuvre encore à paraître, mettront en évidence combien, plutôt que d’une quelconque trilogie, il s’agit en fait d’une cohérence générale et d’un développement thématique commun à tous les romans de la dénommée deuxième phase. L’adultère est certes un élément important dans chacun des trois romans de la trilogie. Brás Cubas, Rubião et Bento Santiago sont jaloux tous trois, et tous trois souffrent d’une idée fixe. Ces trois thèmes — infidélité, jalousie, démence — se retrouvent réunis dans Dom Casmurro, d’une façon plus imbriquée et plus essentielle que dans les autres romans.
À l’instar de Le Philosophe ou le chien : Quincas Borba, le roman précédent, Dom Casmurro manifeste la même prise de distance vis-à-vis de la littérature réaliste qui avait au Brésil emboîté le pas à Flaubert et où le narrateur tend à s’effacer derrière l’objectivité narrative, mais davantage encore vis-à-vis des naturalistes qui, à l’exemple de Zola, s’évertuaient à exposer tous les détails de l’action : Machado de Assis, écartant ces deux procédés littéraires, cultivait le fragmentaire et faisait intervenir un narrateur porté à interférer sans cesse dans le récit dans le but de dialoguer avec le lecteur et à commenter sans cesse sa propre histoire par des considérations philosophiques, des références intertextuelles, et des postures métalinguistiques. Un exemple de cette dernière ressource peut être trouvé dans le chapitre CXXXIII, lequel ne comporte qu’un seul paragraphe et dans lequel le narrateur écrit : « Déjà vous me comprenez ; lisez maintenant le chapitre suivant. » Bento, avocat de son état, tend aussi à abuser de la rhétorique pour donner sa version des faits. Son récit, où prévaut le temps psychologique, se plie au va-et-vient de sa mémoire, d’une manière certes moins aléatoire que dans les Mémoires posthumes, mais pareillement fragmentaire. Néanmoins, une structuration en unités de narration est perceptible : l’enfance à Matacavalos ; la maison de Dona Glória et la famille des Pádua ; la parentèle et les logés et amis de famille ; la rencontre avec Capitu ; le séminaire ; la vie conjugale ; l’intensification de la jalousie et de ses flambées ; la séparation etc.
En fait, le style du roman s’apparente fortement à l’impressionnisme associatif, qui implique une rupture avec le récit linéaire, de sorte que les actions ne suivent pas un fil logique ou chronologique, mais se succèdent au gré de leur surgissement dans la mémoire et selon la volonté de Bento Santiago. José Guilherme Merquior note que le style du livre « reste dans la ligne des deux romans précédents, avec des chapitres courts, marqués par des appels au lecteur sur un ton plus ou moins humoristique et par des digressions allant de graves à folâtres ». Les digressions sont des  intercalations d’éléments qui en apparence s’écartent du thème central du livre et que Machado utilise pour interpoler des épisodes, des souvenirs, ou des réflexions, souvent en citant d’autres auteurs ou d’autres œuvres, ou commentant ses propres chapitres, ses phrases, et jusqu’à l’agencement de son propre livre comme ensemble.

### Influences littéraires
De tous les romans de Machado de Assis, Dom Casmurro est probablement celui où la théologie occupe la place la plus importante. On y trouve notamment des références à saint Jacques et à saint Pierre, s’expliquant principalement par le fait que le narrateur Bentinho a fréquenté le séminaire. En outre, au chapitre XVII, l’auteur fait allusion à un oracle païen lié au mythe d’Achille, ainsi qu’à la pensée juive. À la fin du livre, il cite en guise d’épigraphe le précepte biblique de Jésus, fils de Sirach : « Ne conçois pas de jalousie à l’égard de ta femme, afin qu’elle ne se mette pas à te tromper avec la méchanceté qu’elle aura apprise de toi. »

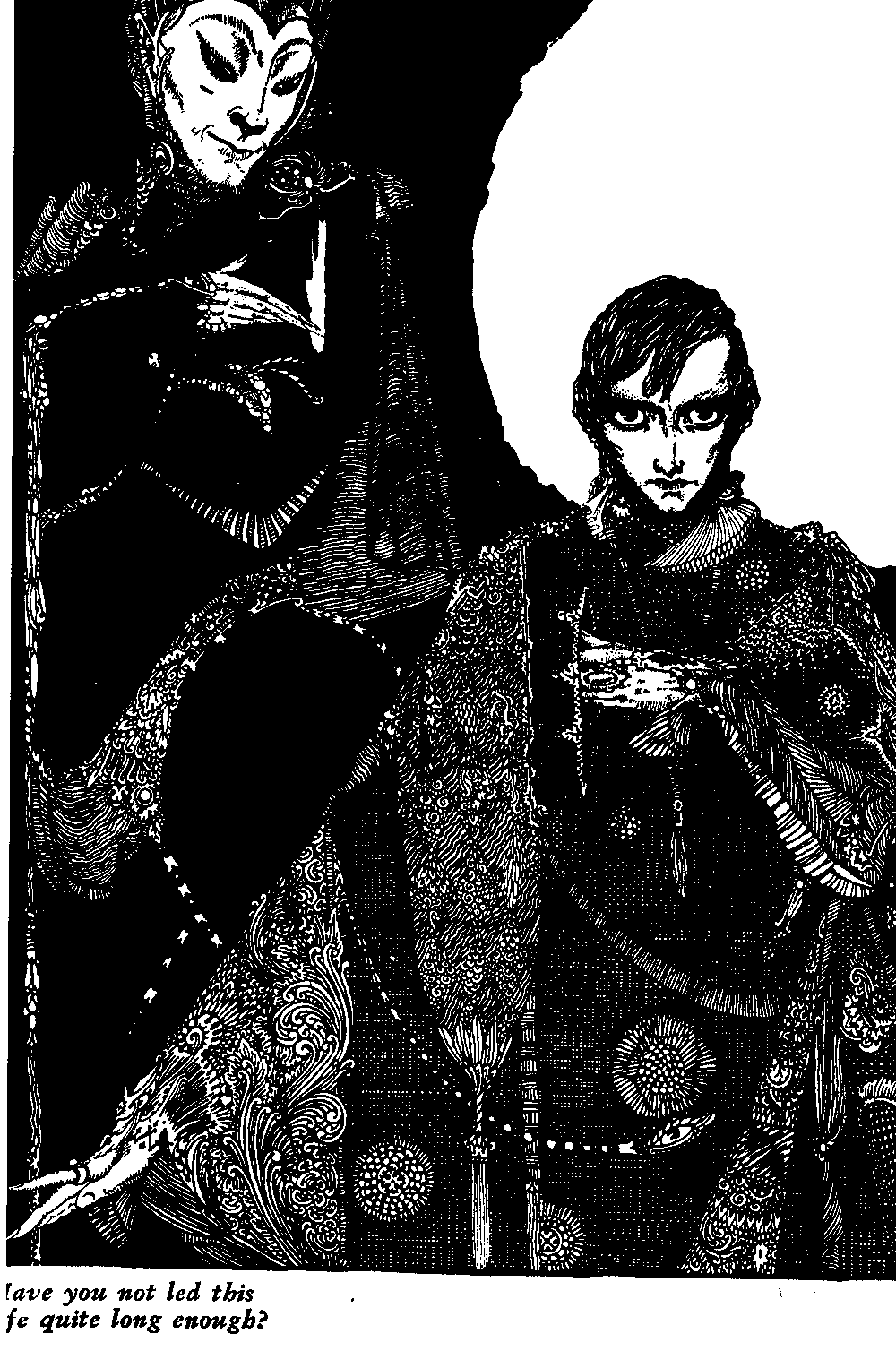
Dans le roman, Bento fait un rapprochement avec le Faust de Goethe, quand il expose son projet de consigner ses souvenirs (dessin de Harry Clarke, 1925).

L’influence religieuse ne se limite pas aux références et aux faits décrits, mais touche également les noms des personnages : Ezequiel, soit Ézéchiel, nom biblique ; Bento Santiago (littér. Benoît de Saint-Jacques, nom de saint), avec son diminutif Bentinho (évoque santinho, petit saint ou image de saint), Santo + Iago (saint + Jacques, = fusion entre le bien et le mal, de saint avec Iago, personnage maléfique du drame Othello, de Shakespeare) ; Capitu (qui se prononce ‘capitou’, avec l’accent tonique sur la dernière syllabe), en plus d’être phonétiquement proche du mot portugais capeta, qui signifie diable et véhicule une image de vivacité, ou de malfaisance et de trahison que le narrateur jaloux lui impute, invite à de nombreuses dérivations : à partir de caput, capitis (mot latin désignant la tête), en allusion à l’intelligence et à l’acuité d’esprit du personnage, ou, pour ce qui est de son nom complet Capitolina, à partir du verbe capituler, en adéquation avec l’attitude soumise et résignée de l’épouse outragée par le mari, celle-ci capitulant et renonçant à toute réaction.
En entreprenant de consigner ses souvenirs, Bento cite, au chapitre II, un passage du Faust de Goethe, ainsi transcrites : « vous voilà de nouveau, ombres inquiètes… ». Faust, personnage principal de la pièce, vend son âme au démon Méphistophélès en échange de ce que celui-ci lui octroie l’immortalité, l’éternelle jeunesse et des richesses matérielles. Les « ombres inquiètes » (schwankende Gestalten) sont, en l’espèce, les souvenirs des personnes et des événements du passé, souvenirs assoupis, mais toujours perturbateurs. Pour l’essayiste américaine Helen Caldwell, ce serait cette citation qui met en branle la mémoire de Bento, et, « suivie de près par l’allégorie de l’'opéra', avec ses colloques dans le ciel entre Dieu et Satan, elle donne l’impression que Santiago s’identifie peut-être à Faust et sente qu’il vend son âme au diable ». Les analystes notent que les classiques de la littérature ancienne et moderne et les citations de la Bible ne sont jamais chez Machado de simples marques d’érudition ; au contraire, elles éclairent la narration et instaurent avec pertinence une filiation entre celle-ci et les grands archétypes de la littérature universelle.

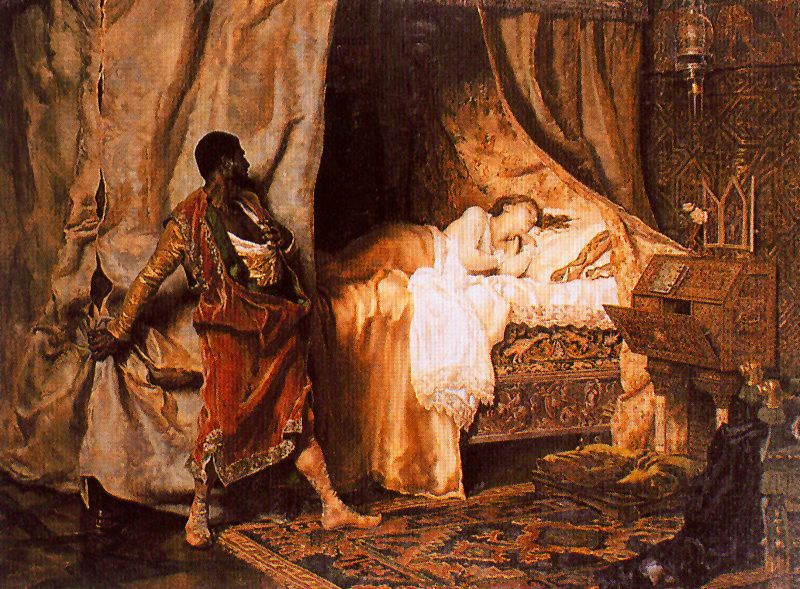
Othello et Desdémone par Muñoz Degrain, 1881, tableau basé sur le drame shakespearien Othello, influence archétypale de la jalousie de Bentinho de Dom Casmurro.

C’est le cas de la référence à Othello de William Shakespeare, Othello valant archétype de la jalousie. Le narrateur crée à trois reprises une relation intertextuelle avec cette pièce, à savoir dans les chapitres LXXII et CXXXV, en plus du chapitre LXII ; la première commente la structure de la pièce, tandis que dans la deuxième, on voit le narrateur assister à une représentation de la pièce et, en arrivant au théâtre, se faire la réflexion que, quoique n’ayant « jamais lu ni vu Othello », il y percevait une similitude avec sa propre relation avec Capitu. Helen Caldwell soutint ardemment la thèse que le roman Dom Casmurro avait subi l’influence d’Othello non seulement en ce qui concerne le thème de la jalousie, mais aussi quant aux personnages : pour l’essayiste américaine, Bento est « le Iago de lui-même » et José Dias, très friand de superlatifs, un personnage shakespearien typique qui ne cesse de prodiguer ses conseils (à l’image du personnage de Polonius dans Hamlet, qui donne des conseils au fils et tend à amplifier les faits rapportés lorsqu’il parle au roi).
La ressemblance physique de l’enfant (ici, Ezequiel) induite par l’« imprégnation » par la mère des traits d’un homme aimé, sans que celui-ci ait engendré l’enfant, suggère d’autres sources littéraires, cette ressource ayant été auparavant utilisée par Zola dans son Madeleine Férat (1868) et aussi par Goethe dans les Affinités électives (1809), où le fils d’Eduard et de Charlotte a reçu les yeux d’Ottilie, pour qui Eduard s’était pris de passion, et les traits du capitaine, aimé de Charlotte. Les critiques ont vu dans la philosophie pessimiste de Bento l’influence directe de Schopenhauer, pour qui « le plaisir de l’existence ne repose pas sur le vivre, mais ne s’obtient que par la contemplation du vécu » (d’où le dessein de Bento de recenser son passé),, et pointent aussi l’influence de Pascal, attendu que le christianisme de Bentinho rejoint la casuistique jésuitique attaquée par Pascal et par les jansénistes.

## Postérité et résonances
Dom Casmurro, de même que les Mémoires posthumes de Brás Cubas, possède son propre style et renferme des éléments anti-littéraires qui n’acquerront droit de cité que plusieurs décennies plus tard, avec l’avènement du modernisme au Brésil ; ces éléments peuvent s’énumérer comme suit : chapitres courts ; composition fragmentaire non-linéaire ; tendance à l’ellipse et à l’allusion ; posture métalinguistique (du narrateur écrivant et se regardant écrire) ; passages intercalés ; et possibilité de plusieurs lectures et interprétations.
Oswald de Andrade, l’un des chefs de file de la Semaine d’art moderne de 1922, dont le style littéraire, comme celui de Mário de Andrade, s’inscrit dans la tradition expérimentale, métalinguistique et urbaine, plus ou moins en interaction avec l’œuvre de Machado de Assis, tenait Dom Casmurro pour l’un de ses livres préférés et regardait l’écrivain comme un maître du roman brésilien. L’influence la plus directe du livre a cependant été exercée à l’étranger, dans le roman l’Opéra flottant, publié en 1956 par John Barth, dont l’intrigue présente, selon la comparaison faite par David Morrell, des similitudes avec Dom Casmurro, entre autres par le fait que le personnage principal de ces deux livres est avocat, vient à songer au suicide et à comparer la vie à un opéra, et vit écartelé dans une relation amoureuse triangulaire. En réalité, toutes les premières œuvres de Barth ont subi une forte influence de Dom Casmurro, principalement au point de vue de la technique d’écriture et de l’intrigue. Dom Casmurro est aussi en résonance avec le roman Diadorim (de 1956), dont l’auteur João Guimarães Rosa reproduit le « voyage de mémoire » présent dans le livre de Machado.
Le dessein de Bentinho d’attirer à soi et de conquérir Capitu pour arriver à ses fins intéressées — attitude qui a pu être qualifiée de « modèle seigneurial et possessif, qui ne s’embarrasse pas de subtilités » — aurait influencé indirectement Graciliano Ramos dans la rédaction d’un des plus célèbres romans modernistes du XXe siècle, São Bernardo, de 1934, plus précisément dans la description de la manière assez leste dont Paulo Honório s’approprie Madalena. Dom Casmurro a inspiré également, mais cette fois tout à fait explicitement, la nouvelle Capitu Sou Eu (littér. Capitu, c’est moi), de Dalton Trevisan, qui figure dans le recueil de nouvelles homonyme publié en 2003, et où une enseignante et un élève rebelle ont une relation délétère et discutent ensemble du caractère du personnage de Capitu.
La critique moderne a attribué à Dom Casmurro un certain nombre d’idées et de concepts développés plus tard par Sigmund Freud dans sa théorie psychanalytique. Le roman de Machado, qui parut la même année que l'Interprétation du rêve, contient des phrases telles que « Je crois que j’ai senti le goût de son bonheur dans le lait qu’elle [= ma mère] m’a donné à téter », évocation d’un phénomène que Freud allait appeler le stade oral du développement psycho-sexuel, sous l’effet de ce que certains ont désigné par « prémonition freudienne ». L’enfant Bentinho était introverti et ses divagations se substituaient en partie à la réalité : « Les rêves de l’éveillé sont comme les autres rêves, ils se tissent selon la trame de nos inclinations et de nos réminiscences », écrit le Dom Casmurro déjà âgé, dans une anticipation de la conception freudienne, qui appréhende l’unité de la vie psychologique dans le songe et dans l’état de veille.
Les différentes adaptations ultérieures de Dom Casmurro, utilisant divers moyens d’expression et sous diverses formes, attestent l’interaction et l’influence que le roman continue d’exercer dans divers champs culturels, que ce soit le cinéma, le théâtre, la musique populaire ou savante, la télévision, la bande dessinée, la littérature elle-même etc.

## Analyse

### Introduction
De façon générale, les études littéraires sur Dom Casmurro sont de date relativement récente. Le livre fut bien accueilli par les contemporains de Machado, et les critiques postérieures à la mort de l’auteur s’appliquèrent à analyser le personnage de Bento et ses traits psychologiques. Dom Casmurro fut également exploité en vue d’études sexologiques, puis dans le sens existentialiste, et plus récemment encore, on a donné à l’œuvre machadienne un ample éventail d’interprétations possibles.
Cependant, le premier ouvrage de critique littéraire consacré à Dom Casmurro, écrit par l’essayiste américaine Helen Caldwell et publié dans la décennie 1960, rehaussa certes le statut du roman, mais n’eut qu’un faible retentissement au Brésil. Ce ne sera que plus tard, en 1969, par les soins de Silviano Santiago, puis principalement de Roberto Schwarz en 1991, que le livre de Caldwell sera découvert et que de nouvelles perspectives seront ouvertes pour l’œuvre de Machado de Assis. C’est aussi la décennie où Machado eut un grand écho en France et que le roman fit l’objet d’analyses importantes, à travers ses traducteurs français ; Dom Casmurro intéressa principalement non seulement les revues littéraires, mais aussi celles de psychologie et de psychiatrie, qui recommandaient à leurs lecteurs également la lecture de l'Aliéniste.
La critique moderne, très portée sur l’histoire des interprétations du roman, identifie trois lectures successives de Dom Casmurro, à savoir :
1. La lecture romanesque, c’est-à-dire comme le compte rendu de la naissance et de la dislocation d’un amour, d’une idylle d’adolescence finalement consacrée par le mariage, jusqu’à la mort de la compagne et du fils à la paternité douteuse.
2. La lecture psychanalytique et policière, c’est-à-dire comme le libelle accusatoire du mari-avocat à la recherche de signes avant-coureurs et d’anticipations de l’adultère, tenu par lui comme ne faisant aucun doute.
3. La lecture à rebours, par l’inversion du sens de l’incrimination, transformant le narrateur lui-même en coupable, l’accusateur en accusé.
L’histoire des interprétations, qui sera exposée dans la section suivante, où seront évoquées plus particulièrement la critique machadienne de la décennie 1930 et celle de la décennie 1940, jusqu’aux années 1980, met en lumière les revirements qu’ont subis les différentes interprétations de Dom Casmurro, du fait d’intellectuels non seulement brésiliens, mais aussi, dans une large mesure, internationaux. La plupart des interprétations du roman adoptent un point de vue sociologique, féministe et psychanalytique, et la majeure partie est centrée sur la jalousie du narrateur Dom Casmurro ; certaines argumentent qu’il n’y eut pas d’adultère et d’autres que l’auteur a voulu laisser la question ouverte pour le lecteur.

### Statut du narrateur
Au contraire de Brás Cubas, le narrateur Dom Casmurro n’est pas mort, il est seulement âgé ; il n’est pas omniscient, mais en est réduit à conjecturer, ou feint de conjecturer, situation qui constitue par excellence le terrain de jeu de Machado de Assis, et celui du roman introspectif du XXe siècle. Comme Brás Cubas, Dom Casmurro médite sur sa vie passée. En tant que narrateur, Brás Cubas, s’il n’était pas omniscient, n’avait, dans sa tombe, plus à se soucier du monde des vivants, de l’opinion publique, et n’avait plus à se justifier, ne se préoccupant plus de savoir si le lecteur le trouvait ou non sympathique. D’ailleurs, il ne fait pas mystère de sa médiocrité, de son hypocrisie et de son manque de sens des responsabilités. La situation est différente pour Dom Casmurro. Soumis aux mêmes limitations que Brás Cubas, sa connaissance des choses est de surcroît teintée par la subjectivité de son observation, et son récit biaisé par le caractère unilatéral de sa lecture des événements, sinon par son caractère mensonger, par le travestissement de la vérité ou par la tromperie pure — tares qui lui viennent de ce qu’il écrit en tant que vivant pour les vivants. Cette situation de départ, ajouté au fait que le narrateur veille à nous priver de tout autre point de vue (Dom Casmurro peut être vu en effet comme un dialogue à une voix, dont seule une moitié nous est donnée à lire, et qui du reste n’a jamais eu lieu), explique pourquoi, dès sa parution et jusqu’à aujourd’hui, la question de la véracité de l’adultère de Capitu est sans cesse posée, lors même que plusieurs analystes ont depuis lors démontré que cette question est au fond sans pertinence.

### Interprétations
Parmi les aspects sur lesquels les critiques et essayistes se sont focalisés au fil des années, on relève en particulier le possible adultère de Capitu, les caractéristiques socio-psychologiques des personnages, et le caractère du personnage-narrateur.

#### La «question centrale» de l’infidélité de Capitu
La jalousie de Bento Santiago est provoquée principalement par la ressemblance d’Ézéchiel (le fils du couple) avec Escobar (ami du couple, et présumé amant de Capitu), par le regard que jette Capitu sur le cadavre d’Escobar noyé, et par un deuxième regard porté par Capitu sur le portrait d’Escobar, éléments qui suffisent comme preuves au narrateur. L’amour-propre, le sentiment d’infériorité, la projection de ses propres sentiments de culpabilité consécutifs à une velléité d’adultère envers Sancha (femme d’Escobar), la supposée ressemblance de son fils avec Escobar sont autant de composantes d’une jalousie qui rangent Bento dans la longue série machadienne de monomanes, paranoïaques et victimes d’idée fixe.
Pourtant, la question de la réalité de l’adultère ne cesse de préoccuper le lecteur du roman, qu’il le veuille ou non. Les arguments en faveur de la thèse de l’infidélité de Capitu, et donc en faveur de Bento, peuvent s’énumérer comme suit : le fait que Capitu n’était pas la première affaire extra-conjugale d’Escobar ; le petit secret de Capitu à propos des dix livres sterling, acquis à l’insu de son mari ; le ressemblance psychique entre Escobar et le fils, avant même qu’il ne soit question de ressemblance physique (voir les épisodes du chat et de la souris, au chapitre CX, et celui des chiens à empoisonner, aux chapitres CXI et CXII) ; les faits narrés au chapitre CXIII, qui montrent une situation d’adultère classique, où le mari rentre inopinément chez lui et y surprend l’amant, même si les deux réussissent, par leur habileté, à se tirer d’affaire. Le fait que Capitu aborde elle-même la question de la ressemblance, mais en ayant soin de relever dans le même temps la similitude avec une autre personne, peut être interprété comme une ruse pour faire croire à la fortuité de la ressemblance avec Escobar. S’y ajoute la docilité avec laquelle elle se laisse envoyer en exil (« qui ne dit rien consent »). Psychologiquement, et comme beaucoup de personnages féminins dans l’œuvre de Machado, Capitu sait faire face aux situations difficiles, le personnage masculin en revanche, en l’espèce Bento, non. Elle sait se maîtriser dans les moments critiques, dissimule, donne le change ; lui n’arrive pas à se dépêtrer des situations embarrassantes. Le contraste est donc net entre Bento et une Capitu calculatrice, qui essaie de mettre le collet sur un Bentinho ingénu, afin de monter sur l’échelle sociale par le moyen d’un mariage. Elle réussit à s’insinuer dans le milieu socialement plus élevé de Dona Glória, la mère du narrateur, et à s’y rendre indispensable. Une fois mariée, elle aime à exhiber son nouvel état social. Dans cette perspective, Bento représenterait l’amour sincère, Capitu le calcul égoïste.
Les arguments pro Capitu sont : son attitude face aux accusations de Bento, attitude qui atteste sa fierté et sa dignité, puisqu’elle juge indigne de sa personne de relever ces suspicions ; le fait que Bento redoutait que son fils aille chez sa grand-mère, car il aurait pu s’avérer que sa mère n’avait rien remarqué de cette prétendue ressemblance, ou mieux, que personne, sauf lui-même, ne l’avait remarquée ; etc.. Pour les partisans de l’innocence de Capitu, Bento figure un Othello brésilien, analogie que justifient les nombreuses références à la pièce de Shakespeare. De plus, si José Dias présente ici un des traits de Iago, Bento ne tardera pas à se l’approprier, et à réunir les caractères d’Othello (le jaloux) et d’Iago (le calomniateur) en sa seule personne. Une autre hypothèse porte qu’Escobar était l’objet de la jalousie de Bento dès avant que Capitu ne l’ait vu, ou que lui ne l’ait vue. Mieux encore : le manque de confiance en soi, son complexe d’infériorité font qu’il se sent flatté lorsqu’il parvient à plaire à ses amis, et font qu’il souhaite que ses amis plaisent également à sa famille. Sa crainte inconsciente est non seulement de perdre Capitu au profit d’Escobar, mais aussi de perdre Escobar au profit de Capitu.
L’interprétation défavorable au narrateur et tendant à innocenter Capitu et à argumenter que celle-ci ne l’a pas trahi, n’a vu le jour que plus récemment, sous l’impulsion du mouvement féministe des années 1960 et 1970, et du fait surtout de l’essayiste américaine Helen Caldwell. Dans son ouvrage The Brazilian Othello of Machado de Assis (1960), elle argua, bouleversant par là la vision qui avait jusqu’alors prévalu du roman, que le personnage de Capitu n’avait pas trompé Bentinho et qu’elle est la victime d’un Dom Casmurro cynique empaumant le lecteur par ses paroles qui ne correspondent pas à la vérité. La preuve principale présentée par Caldwell est le recours, précis et fréquent, fait par l’auteur aux renvois intertextuels vers Othello de Shakespeare, dont le protagoniste assassine son épouse croyant erronément qu’elle le trahit. L’essayiste américaine a rédigé sa thèse dans la perspective principale où le narrateur machadien est suffisamment autonome — c’est-à-dire affranchi de l’impératif d’objectivité de l’école réaliste — que pour donner sa propre version singulière des faits. Pour Caldwell, Bentinho ne travestit pas les faits délibérément, mais sous l’empire de la démence, vu qu’il est, selon l’expression de l’essayiste, le « Iago de lui-même ». Caldwell revalorisa aussi le rôle de Capitu, qui a dû être plus attrayante que son mari, et faisait des rêves plus constructifs que lui.
C’est une donnée socio-psychologique que l’infidélité de Capitu était jugée par tout un chacun et sans autre forme de procès comme une chose prouvée, aussi longtemps que seuls des Brésiliens s’étaient penchés sur le livre. Ce n’est qu’à la suite des analyses et des essais de Helen Caldwell qu’est entrée en vogue l’interprétation portant que Capitu est innocente et que le vieux Casmurro s’évertue en fait à se disculper. Que Dom Casmurro soit peu fiable comme narrateur, il en fait l’aveu lui-même, dans un moment d’inattention, en reconnaissant qu’il était d’une nature maladivement jalouse. Du reste, ses soupçons s’appuient essentiellement sur une ressemblance d’Ézéchiel avec Escobar, or, selon Caldwell, cette ressemblance est loin de constituer une preuve de l’infidélité de Capitu. Le narrateur lui-même semble battre en brèche cet argument en se rappelant, au chapitre CXL, les paroles de Gurgel (le père de Sancha et beau-père d’Escobar) : « dans la vie, il y a parfois de ces correspondances remarquables ». Il est d’ailleurs le seul à remarquer la ressemblance : José Dias, le logé de sa mère, croit se reconnaître lui-même dans le gamin lorsque celui-ci l’imite (chapitre CXVI), et Capitu, dans le chapitre CXXXI, décèle dans les yeux d’Ézéchiel l’expression de deux autres personnes, d’Escobar certes, mais aussi d’un ami de son père. L’art et le raffinement de Machado de Assis consiste à nous entraîner comme lecteurs à ajouter foi aux dires de Dom Casmurro, en cédant à nos propres mauvaises pensées.
Caldwell s’appuie également sur la citation du Faust de Goethe (à la fin du chapitre II) pour incriminer le narrateur, et faire admettre que le sentiment de culpabilité est le véritable mobile de la rédaction du roman. Les « ombres inquiètes » (schwankende Gestalten) de Goethe sont, d’après Caldwell, les spectres des assassinés qui viennent poursuivre leur assassin. Or Bento Santiago s’est d’abord tué lui-même, en la personne de l’adolescent Bentinho, spirituellement, pour ensuite tuer Capitu, par lente intoxication psychique, physiquement. Les médaillons apposés au mur pointent dans le même sens. Caldwell conclut son interprétation en affirmant que Capitu incarne l’amour, Casmurro l’amour-propre et la mort. (Cependant, il importe de pointer que la citation faustienne a été détournée de son sens par Caldwell : en effet, par ces schwankende Gestalten, Goethe n’avait pas à l’esprit les spectres de personnes assassinées ; dans l’œuvre de Goethe, ladite citation n’est pas mise dans la bouche du personnage de Faust, mais c’est l’auteur Goethe lui-même qui la prononce à propos de sa pièce, à laquelle il s’était remis à travailler après une longue interruption ; de plus, les schwankende Gestalten ne font pas allusion à des personnes assassinées par Faust, mais à des personnes disparues, y compris à des personnes chères à l’auteur. Par conséquent l’identification, telle que postulée par Caldwell, de Bento à un Faust ayant vendu son âme au diable, est abusive, et l’argument du sentiment de culpabilité comme mobile du livre n’apparaît pas crédible.)
Toutefois le principal argument à l’encontre de Bento est le fait qu’il est le narrateur, et qu’on ne connaît que sa seule version à lui,. S’il n’y a pas de réponse définitive à la question centrale, c’est aussi parce que les différents personnages, qui auraient pu contribuer à cette réponse, disparaissent l’un après l’autre, y compris Ézéchiel. Dom Casmurro est l’auteur d’un texte par lequel il organise, nie et détruit un monde qui ne retient aucune trace explicite de son passage. Le caractère fictionnel du texte est des plus explicites ; tout ce qui s’y raconte est vraisemblable, mais rien n’est vérité définitive, car rien de ce qui est raconté n’existe en dehors d’un témoignage qui est en fait une projection.
Nombre de faits et d’actions dans le roman peuvent s’interpréter de manière contradictoire, comme l’illustre la mention (ci-dessus évoquée) faite par Capitu de la ressemblance de son fils avec deux personnes, dont Escobar, mention qui peut refléter sa pensée sincère ou n’être qu’une ruse. Si elle apparaît portée sur le prestige social, elle se dit pourtant prête, au chapitre CXXX, à vendre, par amour pour Bento, tous ses bijoux et à aller vivre avec lui dans un taudis. En réalité, presque chaque scène du livre peut être interprétée doublement, de deux manières divergentes. Il n’est jusqu’au sobriquet même de Bento qui ne soit ambigu : on peut lui prêter le sens ancien du mot casmurro, soit : ‘entêté, rétif, inflexible’ qui trahit en réalité la vraie nature du personnage (Dom Casmurro se traduirait alors par Messire Cabochard), ou bien l’acception populaire (qui s’est aujourd’hui généralisée) de ‘renfrogné, introverti, distant, reclus’ (et on pourrait alors rendre le titre par Messire Grincheux). La simplicité apparente avec laquelle le narrateur raconte son l’histoire va toujours de pair avec l’extrême complexité du regard qui le lecteur peut être amené à choisir pour interpréter les événements, tout pouvant se lire dans des perspectives divergentes. Le lecteur est porté à tisser des complicités avec l’un ou l’autre des personnages ou avec le narrateur, mais le lecteur n’arrive jamais à la fin du livre avec la conviction que le chemin suivi par lui est le seul possible.
Le passé et la mémoire sont les deux faces contradictoires et incompatibles de l’expérience. Il s’agit, non pas d’une reconstitution objective du passé, mais d’un voyage dans la mémoire, périple dont les éléments les plus visibles résultent des choix opérés par le narrateur, ce que vient confirmer la structure même du livre : le roman en effet possède sa propre économie narrative, donnant, d’une part, l’impression, avec ses chapitres courts, de ne consigner que les faits effectivement importants, mais d’autre part nous apparaissant comme un calque du travail de la mémoire, fragmentaire, procédant par une succession d’images (tantôt explicatives, tantôt explicatives) et par analogies.
D’autres critiques en revanche arguent que la question de la culpabilité de Capitu est hors de propos. L’essayiste brésilien Wilson Martins, en particulier, écrit :

« Ceux qui, au Brésil ou en dehors du Brésil, sont d’opinion, avec Helen Caldwell, que la grande question est de parvenir à savoir si Capitu est coupable ou non, [...] ceux-là lisent de travers, ou ne lisent pas du tout. La réponse de Machado de Assis à la grande question, quelle qu’elle soit, est — ainsi que Waldo Franck le remarque à juste titre — qu’il n’y a pas de réponse. [...] L’ambiguïté est la texture du livre et sa vision de la vie. »

Que le récit de Dom Casmurro soit vrai, faux ou partiellement vrai, c’est le contraste entre deux caractères (le noyau central d’un bon roman selon Machado) qui a fait naître une situation où il était tout simplement devenu impossible à Bento Santiago de continuer à vivre avec sa femme et son enfant. Du reste, sa conviction intime a fini pour lui devenir nécessaire ; sans elle en effet, sa maison, son monde s’effondreraient. Aussi Bento s’opposera-t-il à ce que son fils devenu adulte aille rendre visite à sa grand-tante Justina, Bento craignant, et voulant éviter à tout prix, que Justina ne décèle dans Ézéchiel aucun des traits d’Escobar, ce qui (la pire des éventualités) contraindrait le narrateur à reconnaître qu’il s’était trompé. Sa construction mentale, vraie ou imaginaire, devait être maintenue coûte que coûte.
Au fil des ans, Dom Casmurro vint donc à être vu sous deux optiques principales : l’une, la plus ancienne, consistant à ajouter foi aux paroles écrites de Bento Santiago, sans grandes remises en question à leur sujet (font partie de ce groupe José Veríssimo, Lúcia Miguel Pereira, Afrânio Coutinho, Erico Verissimo et surtout les contemporains de Machado) ; et l’autre, plus récente, postulant que Machado de Assis laisse au lecteur la tâche de tirer ses propres conclusions sur les personnages et l’intrigue, attendu que c’est là une des caractéristiques les plus prégnantes de la fiction machadienne. Les tenants de cette dernière position s’abstiennent pour la plupart d’apporter une réponse aux questions posées par le roman et qualifient Dom Casmurro d’œuvre ouverte.

#### Lecture sous l’angle psychologique
Les analystes des décennies 1930 et 1940 opinaient que Bento Santiago souffrait de dysthymie et établissaient un rapport entre sa personnalité taciturne et solitaire et l’auteur lui-même, supposé être atteint d’épilepsie. Son ami Escobar souffrirait d’un trouble obsessionnel compulsif et de tics moteurs, dont il est possible qu’il parvienne à les juguler. La critique moderne considère ce type d’interprétations comme étant le produit du parti-pris psychologiste, qui était courant à cette époque et qui, appliqué en l’occurrence à Dom Casmurro et à Machado de Assis, inclinait à exagérer les souffrances de ce dernier et à perdre de vue sa carrière ascendante, tant comme journaliste et écrivain que comme haut fonctionnaire. Des psychiatres comme José Leme Lopes soulignaient les inhibitions de Bentinho et son « retard de développement affectif et sa névrose ». Le Bentinho décrit par Dom Casmurro serait caractérisé par une « sexualité tardive » et par une « prédominance du fantasme sur la réalité, avec des signes d’anxiété ».
Pour l’interprétation psychiatrique, cet état psychique serait une des causes de sa jalousie pathologique. L’interprétation psychanalytique considère que Bento « était né privé de pouvoir sur ses propres désirs ». Le personnage serait né pour « occuper la place d’un frère mort-né », situation à propos de laquelle la psychanalyste argentine Arminda Aberastury déclara qu’elle-même « avait toujours attiré l’attention sur les difficultés qu’éprouvaient dans leur développement psychologique les enfants qui viennent au monde prédestinés, viennent à la place d’un autre ». Dom Casmurro est un enfant ayant rempli tous les souhaits de sa mère : il entre au séminaire et s’apprête à devenir prêtre, aussi certains le voient-ils comme un homme peu sûr de lui et comédien. Bentinho représenterait le type de l’homme brésilien de la haute société carioca du XIXe siècle, dépourvu de conscience historique (d’où son désir d’écrire une Histoire des faubourgs, mais choisissant de consigner d’abord ses souvenirs de jeunesse), pessimiste et fuyant. D’autres, comme Millôr Fernandes, mettant en évidence une certaine affection amoureuse et tendre pour Escobar, croient déceler chez Bentinho une tendance à l’homosexualité. Celle-ci se manifesterait concrètement par l’admiration sans bornes qu’il a pour les capacités arithmétiques d’Escobar, par la poignée de mains au chapitre XCIII, qui se prolonge sur près de cinq minutes, l’envie qu’il porte aux bras vigoureux d’Escobar (aptes à la nage, dont Bento est incapable), et la scène étrange au chapitre CXVIII, où il palpe les bras d’Escobar comme s’ils appartenaient à Sancha (l’épouse d’Escobar).

#### Lecture sous l’angle sociologique
D’autres critiques non brésiliens, comme le britannique John Gledson, ont soulevé à partir des années 1980 l’hypothèse qu’interviendraient dans le roman des intérêts sociaux en rapport avec l’organisation et avec la crise de l’ordre patriarcal qui prévalait sous le Deuxième Empire. Pour l’univers vieillot, renfermé et sournois de Dona Glória, peuplé de veuves et de veufs, avec ses logés et esclaves, l’énergie et la liberté d’opinion de Capitu, gamine moderne et pauvre, hardie et irrévérencieuse, lucide et agissante, seraient devenues insupportables. Une preuve de l’argument de Gledson se trouve au chapitre III, que l’essayiste considère être la « base du roman », plus précisément le motif donné par José Dias au moment où il parle de la famille de Capitu et où il rappelle à Dona Glória la promesse faite par elle de placer Bentinho au séminaire, c’est-à-dire où il décrit les « gens de Pádua » comme inférieurs et taxe sa fille Capitu de gamine dissimulée et pauvre, capable de corrompre le fils de la maison.
Ainsi les jalousies de Bentinho, enfant riche, issu d’une famille déclinante, licencié en droit typique du Second Empire, condenseraient en elles une problématique sociale plus ample, se cachant derrière la figure de « nouvel Othello qui diffame et détruit sa bien-aimée ». Cette interprétation sociologique a eu d’autres adeptes, entre autres l’essayiste et poète portugais Hélder Macedo, qui affirma, à propos du thème de la jalousie :

« C’est dans la destruction de Capitu, dans la neutralisation du défi qu’elle représente avec sa façon d’être alternative, que réside le dessein fondamental de la restauration recherchée par Bento Santiago à travers l’écriture de ses mémoires. [...] Elle était une étrangère, une intruse, une menace au statu quo, un indésirable trait d’union avec une classe sociale inférieure, représentant ainsi également, implicitement, l’émergence potentielle d’un nouvel ordre politique pouvant menacer le pouvoir établi. [...] Classe et sexe sont ainsi fondus dans une même menace figurée par la moralité supposément douteuse de Capitu. »

Dans une telle perspective, le narrateur, outil stéréotypé utilisé par l’auteur pour critiquer une classe sociale déterminée de son époque, a eu l’habileté d’exploiter les préjugés des Brésiliens pour entraîner ceux-ci à se rallier à son argumentation contre Capitu. Parmi ces préjugés, il y a notamment la ressemblance physique et les gestes et mimiques qu’un fils hérite du père véritable, présupposé qui serait inhérent à la culture brésilienne.

#### Lecture sous l’angle philosophique
Observant le malaise que le débat critique autour de la thématique de la jalousie avait déclenché, des auteurs tels que, p. ex., José Aderaldo Castello, argumentèrent que Dom Casmurro n’était pas un roman de la jalousie, mais du doute : « C’est par excellence le roman qui exprime le conflit atroce et insoluble entre la vérité subjective et les insinuations, à haut pouvoir d’infiltration, engendrées par des coïncidences, des apparences et des équivoques, immédiatement ou tardivement alimentées par des intuitions ». Pour autant, ces auteurs n’excluaient pas l’hypothèse que Bento Santiago disait réellement la vérité et que Capitu l’avait trahi, ou qu’au contraire Machado de Assis avait voulu laisser la vérité entre les mains du lecteur.
L’écrivaine Lygia Fagundes Telles, qui étudia le roman pour écrire le scénario du film Capitu, de 1968, en tant que lectrice qui d’abord condamna Capitu pour ensuite condamner Bentinho, déclara dans un entretien : « Moi déjà, je ne sais plus. Ma dernière version, c’est celle-là, mais je ne sais pas. Il se trouve que j’ai enfin suspendu mon jugement. Au début, elle était une sainte ; par la suite, un monstre. Maintenant que me voilà vieille, je ne sais pas. Je trouve Dom Casmurro plus important que Madame Bovary. Dans le premier, il y a le doute, alors que chez la Bovary, il est écrit dans sa tête qu’elle est adultère ».

## Réception critique
Au moment de sa publication, Dom Casmurro fut prisé par les proches amis de l’auteur. Medeiros e Albuquerque p. ex. disait qu’il s’agissait là de « notre Othello ». Son ami Graça Aranha fit à propos de Capitu le commentaire suivant : « mariée, elle eut pour amant le meilleur ami de son mari ». Ces premières réactions semblent accréditer les dires du narrateur et faisaient le lien avec le Cousin Bazilio  (1878) d’Eça de Queiroz et avec Madame Bovary de Flaubert, c’est-à-dire des romans de l’adultère.

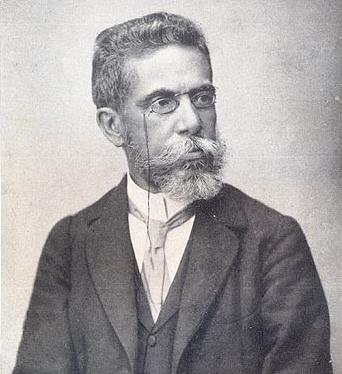
Machado de Assis vers 1896.

José Veríssimo, pour sa part, écrivit que « Dom Casmurro traite d’un homme intelligent, sans aucun doute, mais simple, qui depuis qu’il est gamin se laisse illusionner par la fille qu’enfant déjà il aimait, qui l’ensorcelait avec ses sortilèges calculés, avec sa profonde science congénitale de la dissimulation, à qui il se donnera avec toute l’ardeur compatible avec son tempérament placide ». Veríssimo établit aussi une analogie entre Dom Casmurro et le narrateur de Mémoires posthumes de Brás Cubas : « Dom Casmurro est le frère jumeau, quoiqu’avec de grandes différences extérieures, sinon de nature, de Brás Cubas ».
Silvio Romero quant à lui n’acceptait pas que Machado eût rompu avec la linéarité narrative et avec le naturel de l’intrigue traditionnelle, et depuis longtemps dépréciait sa prose. L’éditeur de Machado, la librairie Garnier, publiait ses volumes tant au Brésil qu’à Paris et, avec ce nouveau livre, la critique internationale commençait déjà à révoquer en doute qu’Eça de Queiroz fût encore le meilleur romancier de langue portugaise. Artur de Azevedo fit par deux fois l’éloge de l’œuvre, écrivant : « Dom Casmurro est un de ces livres impossibles à résumer, parce que c’est dans la vie intérieure de Bento Santiago que réside tout son enchantement, toute sa force », et concluant que « Ce qui est tout cependant dans ce livre sombre et triste, où il y a des pages écrites avec des larmes et du sang, c’est la fine psychologie des deux figures centrales et le noble et superbe style du récit ».
Machado de Assis, qui se confia à des amis par des échanges de lettres, se montra satisfait des commentaires qui avaient été publiés sur son livre. Dom Casmurro continuera au fil du temps à faire l’objet d’un grand nombre de critiques et d’interprétations. À l’heure actuelle, le roman est vu comme l’une des plus grandes contributions à la littérature impressionniste, ou par certains comme l’un des plus grands exposants du réalisme brésilien.

## Éditions
Publié par la Librairie Garnier en 1900, encore que la page de titre donne l’année antérieure comme date d’impression, Dom Casmurro avait été écrit pour paraître directement en volume, à la différence de Mémoires posthumes de Brás Cubas (1881) et de Quincas Borba (1891), qui avaient été publiés en feuilleton avant leur sortie en volume. Quincas Borba en effet parut en chapitres détachés dans la revue A Estação entre 1886 et 1891 pour être publié définitivement en 1892, et les Mémoires posthumes entre mars et décembre 1880 dans la Revista Brasileira, avant d’être édité en 1881 par la Tipografia Nacional,.
Garnier, qui publiait Machado aussi bien au Brésil qu’à Paris (sous le nom de Hippolyte Garnier), reçut le 19 décembre 1899 une lettre de l’auteur rédigée en français, où celui-ci se plaignait du retard de la publication : « Nous attendons Dom Casmurro à la date qui a été annoncée. Je vous prie, au nom de tous nos intérêts, que le premier tirage d’exemplaires soit grand et suffisant, car il peut s’épuiser vite, et le retard du deuxième tirage va porter préjudice aux ventes », à quoi la maison d’édition répondit le 12 janvier 1900 : « Dom Casmurro n’est pas sorti cette semaine, il s’agit d’un retard d’un mois pour des raisons indépendantes de notre volonté [...] ».
La première édition eut un tirage limité, cependant l’on avait gardé les plaques typographiques pour l’éventualité d’une réimpression, au cas ou les deux mille exemplaires de départ eussent été épuisés.

### Traductions
Dom Casmurro a été traduit en de multiples langues depuis sa première publication en portugais.
| Année          | Langue       | Titre                                           | Traducteur(s)                                                               | Éditeur |
| -------------- | ------------ | ----------------------------------------------- | --------------------------------------------------------------------------- | --- |
| 1930 1954 1958 | Italien      | Dom Casmurro                                    | Giuseppe Alpi Liliana Borla Laura Marchiori                                 | Istituto Cristoforo Colombo (Rome) Fratelli Bocca (Milan) Rizzoli (Milan)                                              |
| 1936 1956 2002 | Français     | Dom Casmurro Dom Casmurro et les Yeux de ressac | Francis de Miomandre Anne-Marie Quint                                       | Institut international de Coopération intellectuelle (Paris) Métailié (Paris) Albin Michel (Paris)                     |
| 1943 1954 1995 | Espagnol     | Don Casmurro                                    | Luís M. Baudizzone e Newton Freitas J.Natalicio Gonzalez Ramón de Garciasol | Editorial Nova (Buenos Aires) W. M. Jackson (Buenos Aires) Espasa-Calpe (Buenos Aires)                                 |
| 1951 1980 2005 | Allemand     | Dom Casmurro                                    | E. G. Meyenburg Harry Kaufmann                                              | Manesse Verlag (Zurich) Rütten & Loening (Berlin) Weltbild (Augsbourg)                                                 |
| 1953 1992 1997 | Anglais      | Dom Casmurro                                    | Helen Caldwell Scott Buccleuch John Gledson                                 | W. H. Allen (Londres) The Nooday Press (New York) Penguin Classics (Londres) Oxford University Press (New York/Oxford) |
| 1954           | Suédois      | Dom Casmurro                                    | Göran Heden                                                                 | Sven-Erik berghs Bokförlag (Stockholm)                                                                                 |
| 1959           | Polonais     | Dom Casmurro                                    | Janina Wrzoskowa                                                            | Panstwowy Wydawnicz (Varsovie)                                                                                         |
| 1960           | Tchèque      | Don Morous                                      | Eugen Spálený                                                               | SNKLHU (Prague) |
| 1961           | Russe        | Дон Касмурро                                    | Т. Ивановой                                                                 | Рыбинский Дом печати (Moscou, réédition 2015)                                                                          |
| 1965           | Roumain      | Dom Casmurro                                    | Paul Teodorescu                                                             | Univers (Bucarest) |
| 1965           | Serbo-croate | Dom Casmurro                                    | Ante Gettineo                                                               | Zora (Zagreb) |
| 1973           | Estonien     | Dom Casmurro                                    | Aita Kurfeldt                                                               | Eesti Raamat (Tallinn)                                                                                                 |
| 1985 1984      | Portugais    | Dom Casmurro                                    | s/t                                                                         | Inquérito (Lisbonne) Lello & Irmão (Porto)                                                                             |
| 1985           | Néerlandais  | Dom Casmurro                                    | August Willemsen                                                            | De Arbeiderspers (Amsterdam)                                                                                           |
| 1998           | Catalan      | El Senyor Casmurro                              | Xavier Pàmies                                                               | Quaderns Crema (Barcelone)                                                                                             |

## Adaptations

### Cinéma
Les deux adaptations cinématographiques du roman réalisées à ce jour (2019) sont fort diffèrentes l’une de l’autre. La première, Capitù, de 1968, mise en scène par Paulo Cesar Saraceni, sur un scénario de Paulo Emílio Sales Gomes et de Lygia Fagundes Telles, avec dans les rôles principaux Isabella, Othon Bastos et Raul Cortez, est une transposition fidèle du livre, alors que la plus récente, Dom (pt) (2003), réalisé par Moacyr Góes, avec Marcos Palmeira et Maria Fernanda Cândido, est une approche contemporaine sur la jalousie dans les relations.

### Théâtre
Dom Casmurro a plusieurs fois été porté à la scène, notamment sous la forme des pièces de théâtre Capitu (1999), mise en scène par Marcus Vinícius Faustini, récompensée et louangée par l’Académie brésilienne des lettres, et Criador e Criatura: o Encontro de Machado e Capitu (2002), adaptation libre de Flávio Aguiar et Ariclê Perez, mise en scène par Bibi Ferreira. Avant ces deux productions, le roman avait servi de base à un opéra, intitulé Dom Casmurro, sur un livret d’Orlando Codá et une musique de Ronaldo Miranda, qui eut sa première représentation au Théâtre municipal de São Paulo en 1992.

### Musique populaire
La chanson Capitu, composée par Luiz Tatit, fut interprétée en 1999 par la chanteuse Ná Ozzetti sur son album Estopim.

### Musique savante
Le compositeur Ronaldo Miranda est l’auteur d’un opéra, sur un livret d’Orlando Cordá, représenté pour la 1re fois en mai 1992 au Théâtre municipal de São Paulo.

### Littérature
En 1998, Fernando Sabino publia aux éditions Ática le roman Amor de Capitu, où l’histoire originelle était réécrite en un récit à la troisième personne. De cette manière, c’est-à-dire en adoptant un point de vue plus distancié, le narrateur réussit à prendre position et à résoudre le mystère qui a entouré Dom Casmurro pendant un siècle.

### Télévision
Pour marquer le centenaire de la mort de Machado de Assis, Rede Globo réalisa en 2008 une mini-série intitulée Capitu, écrite par Euclydes Marinho et réalisée par Luiz Fernando Carvalho, avec Eliane Giardini, Maria Fernanda Cândido et Michel Melamed, entremêlant des éléments d’époque, notamment des costumes, avec des éléments modernes, qui vont de la bande-son, diffusant des musiques du groupe américain Beirut, jusqu’à des scènes où l’on passe des MP3.

### Bande dessinée
Dom Casmurro a été adapté à la bande dessinée par le scénariste Felipe Greco et le dessinateur Mario Cau. Le livre, publié par les éditions Devir, remporta le prix Jabuti en 2013 (dans les catégories Livre didactique et paradidactique et Illustration) et le Troféu HQ Mix en 2014 (dans la catégorie Adaptation pour la bande dessinée),,.
D’autres transpositions encore de Dom Casmurro à la bande dessinée ont vu le jour, lancées par les éditions Ática (de la main d’Ivan Jaf et de Rodrigo Rosa) et par les éditions Nemo (dont les auteurs sont Wellington Srbek et José Aguiar).